# 1903 en Bretagne
 Chronologie de la Bretagne
- 1899
- 1900
- 1901
- 1902
- 1903
- 1904
- 1905
- 1906
- 1907

Cette page recense des événements qui se sont produits durant l'année 1903 en Bretagne.

## Société

### Faits sociétaux
- 2 novembre 1903 : Rose Héré sauve des marins anglais au large d'Ouessant

### Naissance
- 10 novembre à Brest : Jacques Dodelier (Mort pour la France1 à Dire Dawa le 16 décembre 1940), militaire français, Compagnon de la Libération. Capitaine de cavalerie passé dans l'aviation, il refuse l'armistice du 22 juin 1940 et s'engage dans la Royal Air Force. Il meurt lors d'une mission d'observation dans le ciel d'Éthiopie.

## Politique

### Vie politique
- 25 octobre : Armand Gassis, élu sénateur du Finistère[1].

### Élections sénatorialesdu4 janvier
Sont élus ou réélus :
- Pour le Finistère : Jules de Cuverville (réélu)[2], Louis Delobeau (réélu)[3], Louis Pichon (réélu)[4], Henri Ponthier de Chamaillard (réélu)[5] et Adolphe Porquier (réélu)[6].

## Culture
- 5 septembre : Le Bro gozh ma zadoù, écrit par François Jaffrennou à partir de l'hymne gallois Hen Wlad fy Nhadau, est reconnu par l'Union régionaliste bretonne à Lesneven comme hymne national breton[7].
- Une chaire de celtique est créée à la faculté des lettres de Rennes dont le premier titulaire est Georges Dottin[7].

### Langue bretonne
- 9 janvier : à la suite de la circulaire du 29 septembre 1902, 31 prêtres sont suspendus dans l'évêché de Quimper et Léon, 10 curés-doyens dans celui de Vannes et 9 recteurs ou vicaires dans celui de Saint-Brieuc et Tréguier[8].
- L'inspecteur d'académie Dantzer propose au conseil général du Morbihan : « Créons, pour l'amélioration de la race bretonne, quelques-unes de ces primes que nous réservons aux chevaux, et faisons que le clergé nous seconde en n'accordant la première communion qu'aux seules enfants parlant français. »[9],[10].

## Sports

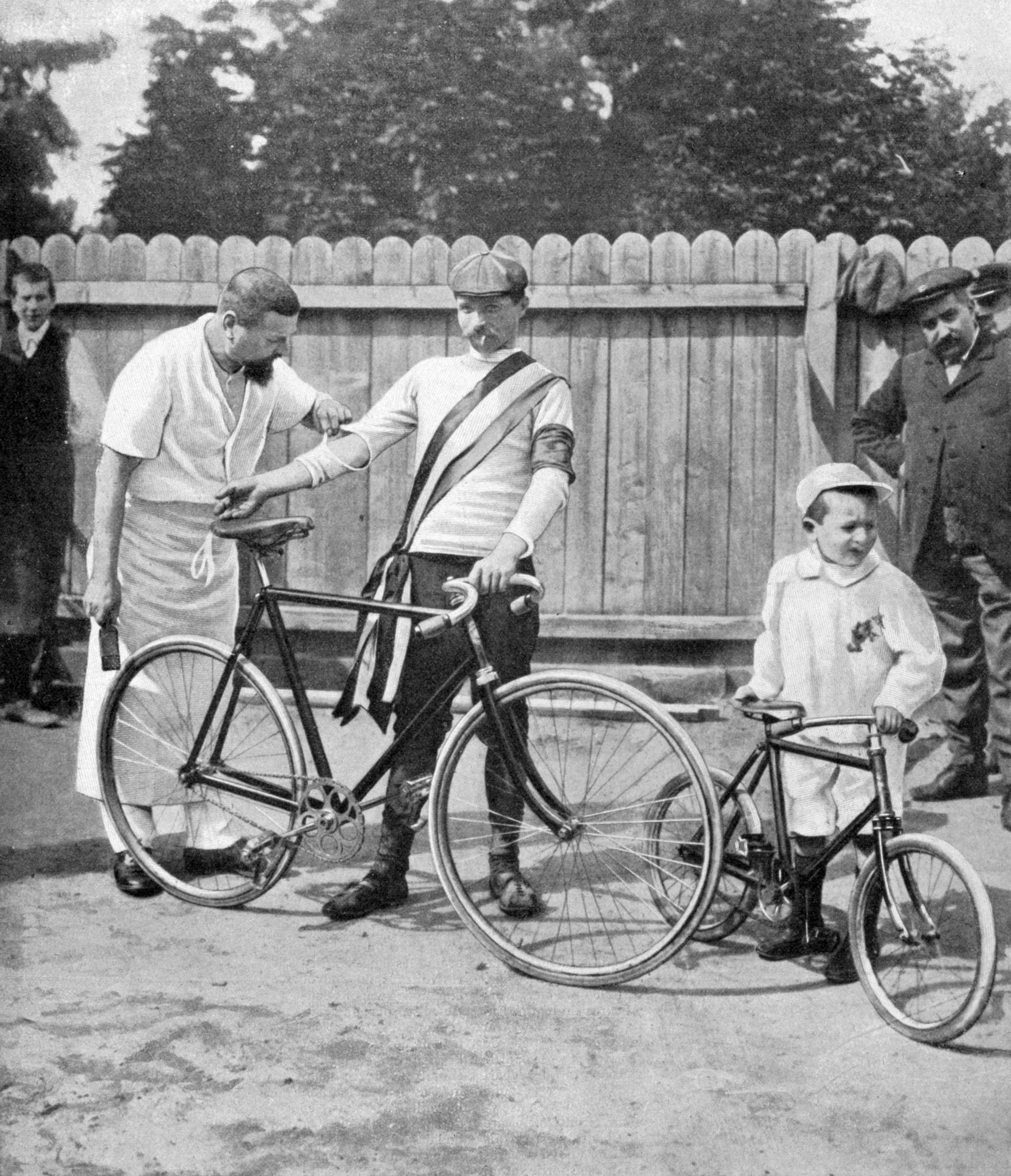
Maurice Garin, vainqueur de l'étape à Nantes.

### Cyclisme
- 14 juillet : Nantes est l'arrivée de la 5e étape du 1er tour de France qui comprend 6 étapes.
- 18 juillet : Nantes est le départ de la 6e étape

### Football
- 11 janvier-8 mars : Premier championnat de Bretagne, organisé par l'USFSA.
- Le FC Rennais remporte la finale face au Stade rennais